# Deserto da Argélia

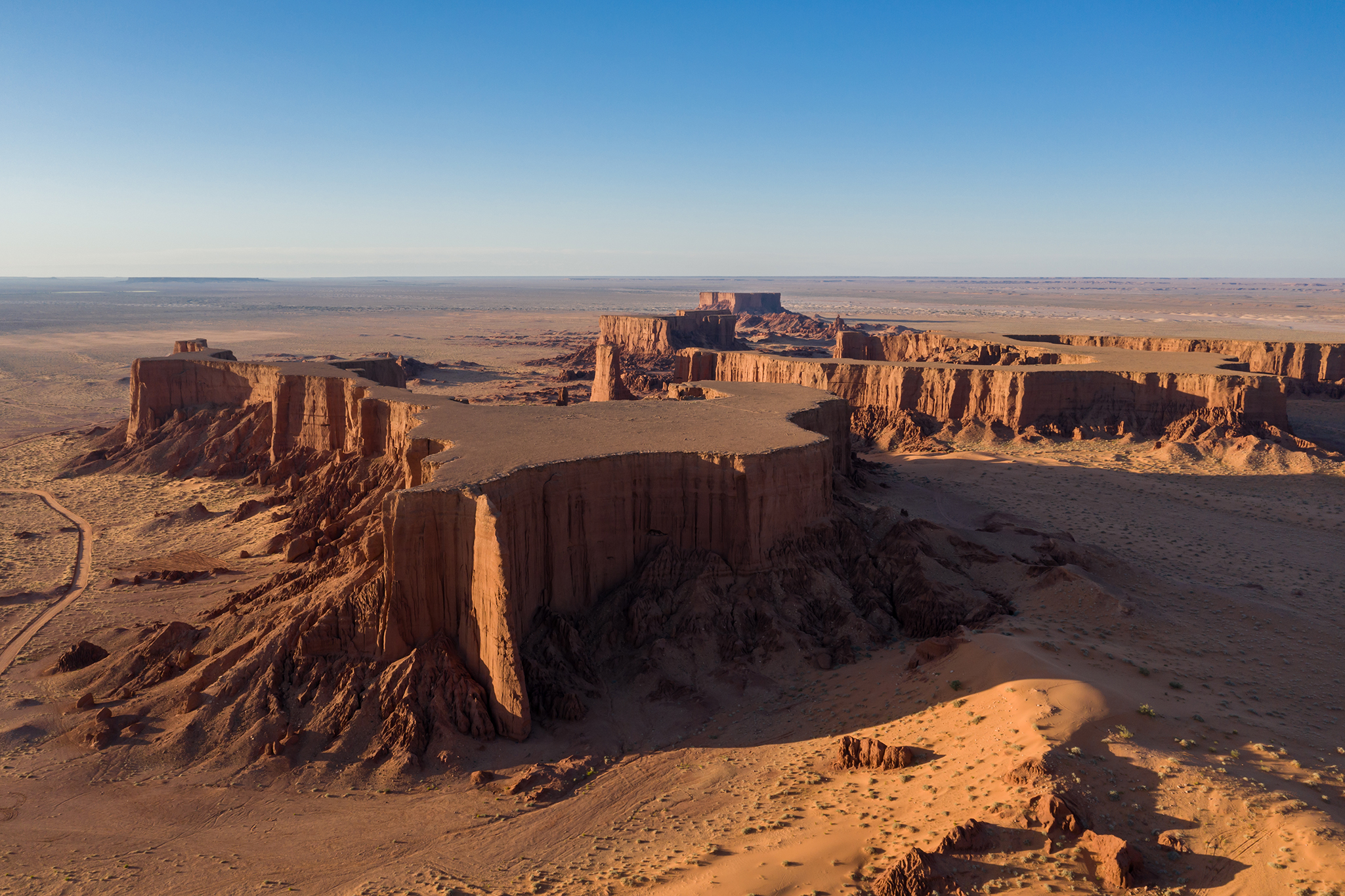
El Gour

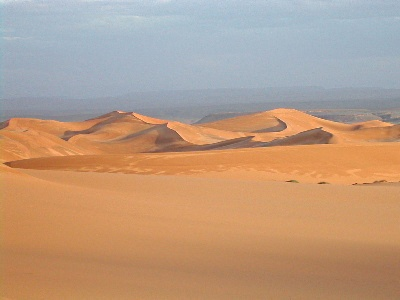
Dunas na Argélia

O Deserto da Argélia (árabe: الصحراء الجزائرية; em francês, Sahara algérien)  está localizado no centro-norte da África, no chamado Norte da África, e é parte do Deserto do Saara. 
Ocupa uma área de 3 500 000 km² e representa uma área de quase 80% do  território argelino.
Vivem no deserto tribo nômades antigas que consideram o deserto como base para a sua vida. Mais de 2/5 da população vivem perto de fronteiras. O solo do deserto é praticamente estéril, e a região é considerada por alguns cientistas como uma das mais secas dos últimos 3000 anos. As  tribos nômades procuram obter água nos oásis.